# Макоссо, Анатоль
Анатоль Коллине Макоссо (фр. Anatole Collinet Makosso; 1965, Пуэнт-Нуар, Республика Конго) — конголезский политический и государственный деятель. Премьер-министр Республики Конго с 12 мая 2021 года. педагог, доктор юридических наук (2010), писатель
 и поэт.

## Биография
Изучал право в парижском Университете Пантеон-Ассас. Учительствовал. В начале 1990-х годов был назначен политическим советником префекта департамента Куилу, затем — директором штаба префекта Куилу. Преподавал право в технической школе в Пуэнт-Нуаре. С 1998 по 2011 год работал советником президента Дени Сассу-Нгессо, одновременно занимая должность руководителя аппарата супруги Главы государства.
В 2000—2002 годах обучался в Национальной школе управления и судебной власти. В 2002 году стал заместителем прокурора Республики Конго в Высоком суде Браззавиля. В 2005 году поступил в Центр дипломатических и стратегических исследований в Париже, а в 2007 году получил степень магистра в области углублённых международных отношений.
В 2010 году получил степень доктора юридических наук.
Член правящей Конголезской партии труда. В августа 2011 года президент Дени Сассу-Нгессо назначил Макассо министром по делам молодежи и гражданского образования. В августе 2015 года Коллине Макоссо был назначен министром начального и среднего образования, молодежи и гражданского образования, расширив свои полномочия. 30 апреля 2016 года, после победы Сассу-Нгессо на президентских выборах в марте 2016 года, сохранил пост министра начального и среднего образования.
С 2017 года — депутат Национального собрания Республики Конго.
Возглавлял геоэкономическую, геостратегическую и геополитическую аналитическую фирму «Гео-Экостраполь».
14 мая 2021 года Макассо был назначен премьер-министром Республики Конго.
Автор нескольких книг. В 2009 году, после смерти дочери президента Эдит Люси Бонго, опубликовал сборник стихов и рассказов, посвященный ей.
Женат, имеет четверых детей.